# Hadleigh
Hadleigh – miasto i civil parish w Wielkiej Brytanii, w Anglii, w regionie East of England, w hrabstwie Suffolk, w dystrykcie Babergh. Leży 15,1 km od miasta Sudbury, 14,2 km od miasta Ipswich i 93,1 km od Londynu. W 2001 roku miasto liczyło 7124 mieszkańców. W 2011 roku civil parish liczyła 8253 mieszkańców. Hadleigh jest wspomniane w Domesday Book (1086) jako Hetlega.